# Islas de la Salvación
Las islas de la Salvación (en francés: Îles du Salut) son un grupo de pequeñas islas de origen volcánico a sólo 11 kilómetros de la costa de la Guayana Francesa (14 km al norte de Kourou) en el océano Atlántico. Aunque están más cerca de Kourou, las islas son parte de la comuna de Cayena (municipio), específicamente Cayena en el primer Cantón Nord-Ouest.
Hay tres islas, de norte a sur:
| Isla                             | Área (ha) | Altura (m) |
| -------------------------------- | --------- | ---------- |
| Isla del Diablo (Île du Diable)  | 14        | 40         |
| Isla Real (Île Royale)           | 28        | 66         |
| Isla San José (Île Saint-Joseph) | 20        | 30         |
| TOTAL                            | 62        | 136        |

La superficie total es de 0,62 km² (62 hectáreas). Isla del Diablo e Isla Real están separadas por el Paso de las Granadinas (Passe des las Granadinas); Isla Real y la Isla San José, por el Paso de la Deseada (Passe de Désirade). 
Estas islas, particularmente la Isla del Diablo, adquirieron renombre mundial  por la novela Papillon, de Henri Charrière, encarcelado durante nueve años en el presidio que existió en estas islas.

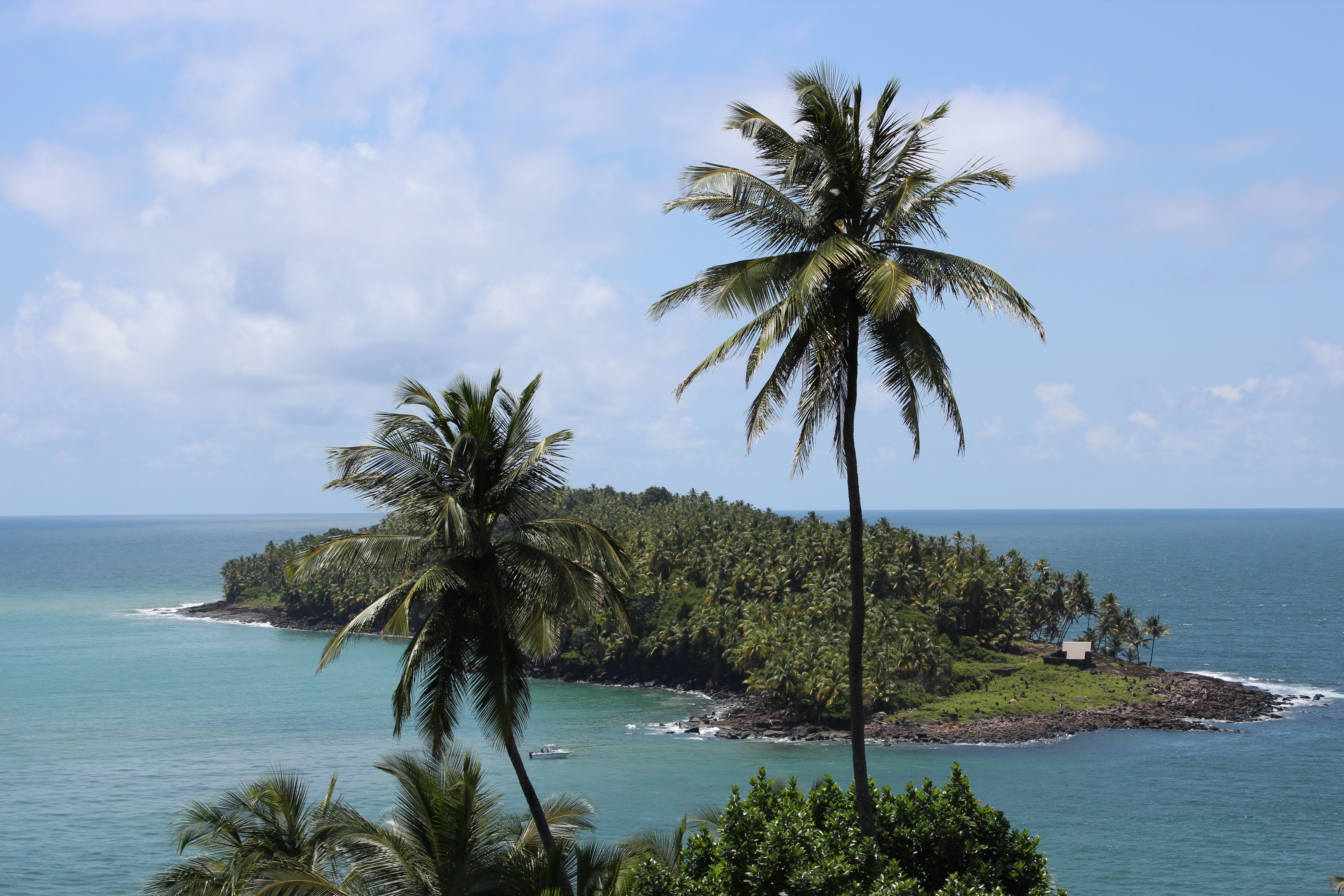
Isla del Diablo.

### CNES, dueño de las Islas de la Salvación
En 1971, el Centro Nacional de Estudios Espaciales (CNES) pasó a ser propietario de las Islas de Salvación por motivos de seguridad. Están situadas a 25 km del puerto espacial de Kourou, bajo la trayectoria de los lanzadores y debían ser evacuadas en cada lanzamiento.
Hoy en día las islas son un popular destino turístico. El patrimonio histórico de las islas, su clima y sus paisajes atraen a más de 50.000 visitantes al año. El CNES, como propietario, se encarga de la gestión para que el público pueda acceder y permanecer en ellas con total seguridad.

## Historia

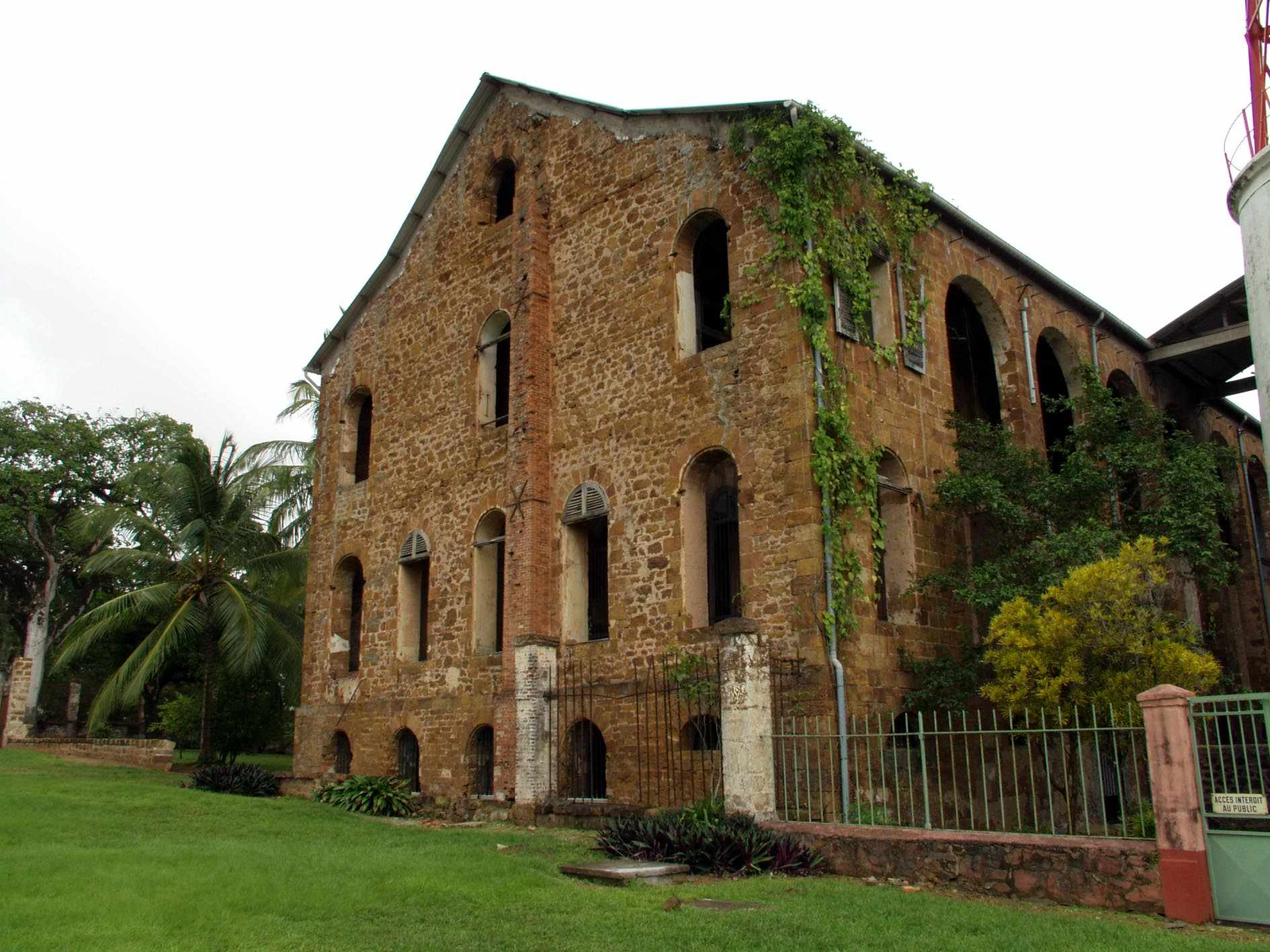
El hospital de la Isla Real.

Llamadas por los primeros exploradores Islas del Triángulo (Îles du Triangle) debido a la forma en que están dispuestas las islas, tomaron luego el nombre ominoso de las Islas del Diablo (Îles du Diable), debido a las fuertes corrientes que hicieron que su acceso fuese muy peligroso.  

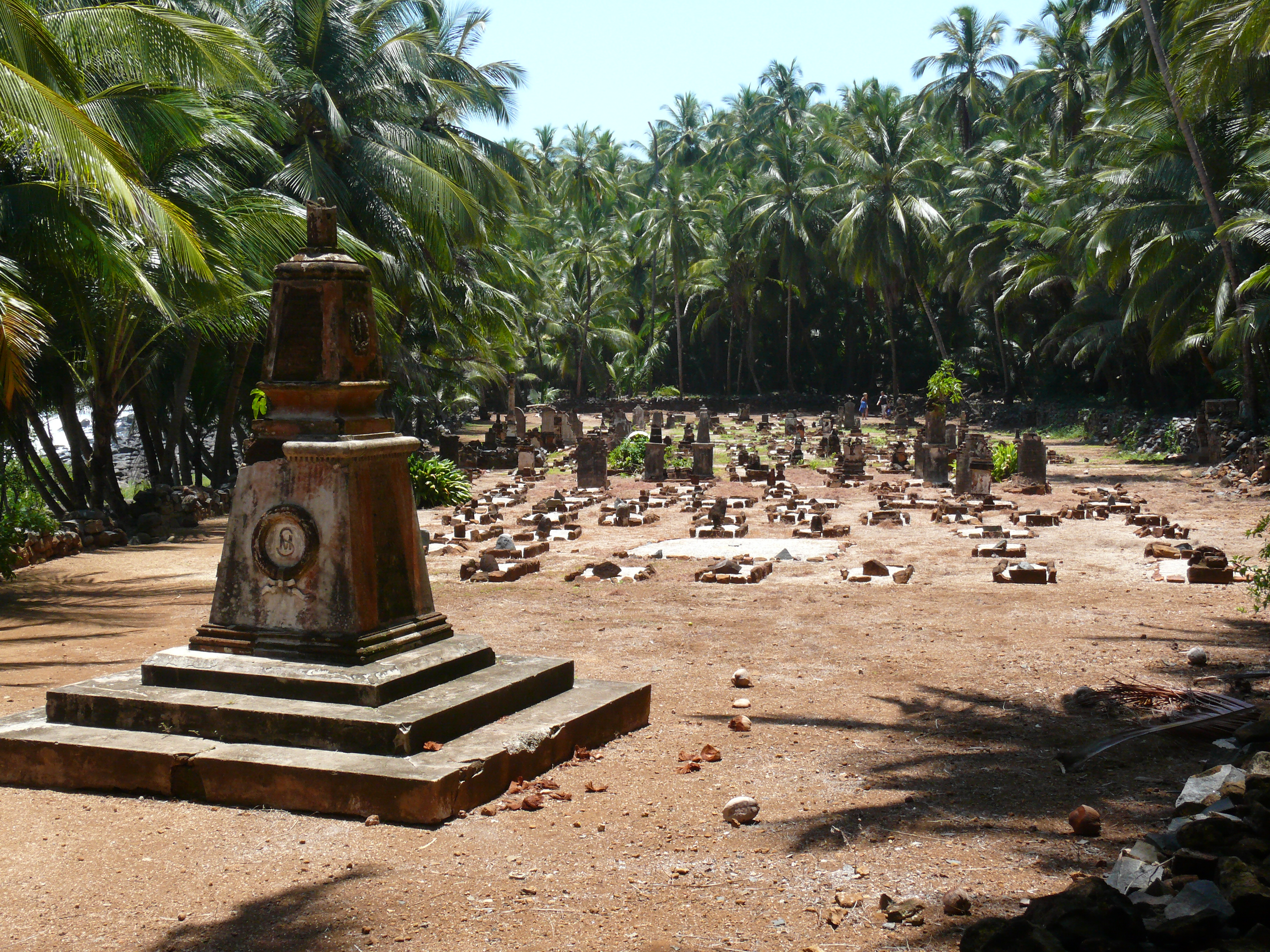
Cementerio de prisioneros de la Isla San José (Île Saint-Joseph)

Fue durante la trágica expedición colonizadora de Kourou 1763-1764, acabada en masacre (cerca de 7.000 muertes en un año), que las islas volvieron a cambiar de nombre.
En 1763 hubo un proyecto para colonizar la Guayana Francesa. Gracias a una hábil campaña publicitaria, más de 12000 colonos (una gran parte de migrantes suizos, holandeses, belgas, austriacos y prusianos) salieron de los puertos de Le Havre, Marsella y Rochefort, para las sabanas del bajo valle del Kourou y del Sinnamary.
Las epidemias de fiebre amarilla, malaria y disentería, debidas a la insalubridad del clima de la Guayana, la falta de alimentos y agua potable, y las instalaciones provisionales y la falta de organización, habían diezmado a la mayoría de los colonos. Entre 1764 y 1765, 7000 murieron, de 2 a 3000 fueron repatriados y menos de 2000 eligieron quedarse en la colonia. Al número de víctimas europeas, habría que añadir los esclavos, los libertos y los amerindios víctimas de las epidemias desencadenadas por el asentamiento de población, de las cuales es imposible hacer ningún recuento.
Los sobrevivientes, que encontraron refugio en estas islas de clima más favorable y con menos mosquitos, rebautizaron el territorio como Îles du Salut (Islas de la Salvación).
Después de los primeros pobladores, a los esclavos negros se les dio la dura tarea de limpiar estas áreas. A los sobrevivientes se les permitió unirse a la parte continental y fundar las primeras comunidades a lo largo del río Maroni.
Las islas fueron utilizadas como una colonia penal desde 1852 en adelante, ganando una reputación por su dureza y brutalidad. Este sistema se fue suprimiendo gradualmente y el presidio lleva completamente cerrado desde 1953.